# Kalominua inermichela
Kalominua inermichela is een hooiwagen uit de familie Samoidae.